# Вотертаун (Коннектикут)
Вотертаун (англ. Watertown) — місто (англ. town) в США, в окрузі Лічфілд штату Коннектикут. Населення — 22 105 осіб (2020).

## Демографія
Згідно з переписом 2010 року, у місті мешкало 22 514 осіб у 8672 домогосподарствах у складі 6224 родин. Було 9096 помешкань
Расовий склад населення:
| - 94,4 % — білих - 1,7 % — азіатів - 1,4 % — чорних або афроамериканців - 0,3 % — корінних американців |

До двох чи більше рас належало 1,3 %. Частка іспаномовних становила 3,7 % від усіх жителів.
За віковим діапазоном населення розподілялося таким чином: 21,6 % — особи молодші 18 років, 62,2 % — особи у віці 18—64 років, 16,2 % — особи у віці 65 років та старші. Медіана віку мешканця становила 44,0 року. На 100 осіб жіночої статі у місті припадало 94,0 чоловіків;  на 100 жінок у віці від 18 років та старших — 90,9 чоловіків також старших 18 років.
Середній дохід на одне домашнє господарство  становив 102 476 доларів США (медіана — 77 946), а середній дохід на одну сім'ю — 119 925 доларів (медіана — 98 666). Медіана доходів становила 61 250 доларів для чоловіків та 52 128 доларів для жінок. За межею бідності перебувало 3,8 % осіб, у тому числі 2,3 % дітей у віці до 18 років та 6,1 % осіб у віці 65 років та старших.
Цивільне працевлаштоване населення становило 11 873 особи. Основні галузі зайнятості: освіта, охорона здоров'я та соціальна допомога — 30,8 %, виробництво — 16,4 %, роздрібна торгівля — 8,7 %, фінанси, страхування та нерухомість — 8,4 %.